# Rue Ganterie
 (avril 2021).
Si vous disposez d'ouvrages ou d'articles de référence ou si vous connaissez des sites web de qualité traitant du thème abordé ici, merci de compléter l'article en donnant les références utiles à sa vérifiabilité et en les liant à la section « Notes et références ».
La rue Ganterie est une voie publique de la commune française de Rouen.

## Situation et accès
La rue Ganterie est une voie de la rive droite de la Seine à Rouen qui débute rue des Carmes et se termine rue Jeanne-d'Arc.

## Origine du nom
Elle porte ce nom car au Moyen Âge les gantiers étaient installés dans ce quartier situé à proximité des tanneries.

## Historique
Cette rue a porté les noms de « rue aux Wantiers », « rue aux Vantiers » et « rue du Fossé-aux-Gantiers » avant de prendre sa dénomination actuelle.
L'église Saint-Martin-sur-Renelle qui s'y trouvait fut démolie en 1861 pour le percement de la rue Jeanne-d'Arc.

## Bâtiments remarquables et lieux de mémoire
- L'abbaye de Saint-Wandrille y possédait un hôtel particulier au no 58.
- L'archéologue Paul Allard (1841-1916) y est né au no 34.
- L'historien Charles-Victor Langlois y est né en 1863.
- L'architecte Eugène Fauquet y a habité.
- L'architecte Fernand Hamelet y a habité au no 48.
- Le docteur François Merry Delabost a habité au no 96.